# 上海德國總會
上海德國總會（The Club Concordia）是一棟已經被拆除的建築，原址現建有中國銀行大樓。
上海德國總會成立於1866年1月10日。其大樓開工於1904年10月22日，竣工於1907年2月4日，耗資55萬兩白銀。這棟建築外觀是折衷主義風格，樓高三層。由於在第一次世界大戰時期，中華民國對德意志帝國宣戰，這棟建築被北洋政府接收，後出售給中國銀行。1936年，德國總會被拆除，改建中國銀行大樓。